# افسن
افسن (به آلمانی: Evessen) یک شهر در آلمان است که در Wolfenbüttel واقع شده‌است. افسن ۱٬۳۶۳ نفر جمعیت دارد.